# Кетлинський Казимир Філіпович
Казимир Пилипович Кетлинський (нар. 27 липня 1875, Могилів-Подільський — пом. 28 січня 1918, Мурманськ) — російський військовий діяч українського походження, контр-адмірал, учасник російсько-японської війни. У 1917—1918 роках обіймав посаду Главнамура (Головного начальника Мурманського укріпленого району і Мурманського загону судів), фактично перший голова Мурманська.

## Життєпис
Походить з польського дворянського роду (прізвище Kietlinski іноді пишеться як Китлинський), засновником якого, згідно з сімейною легендою, був шотландець Кетлінг, що вступив на польську військову службу в XVII столітті і послужив прототипом одного з героїв історичних романів Генрика Сенкевича «Потоп» і «Пан Володийовський» — Гасслінга-Кетлінга оф Елджін.
Навчався в  Морському корпусі, куди вступив 1892 року. Закінчивши Корпус у 1895 році 15-м за рівнем успішності, отримав чин мічмана. У 1902 році закінчив артилерійський офіцерський клас із зарахуванням до складу артилерійських офіцерів 1-го розряду. У 1900 році відряджено до  Філадельфії, де спостерігав за будівництвом  ескадреного броненосця « Ретвізан» , потім служив на цьому кораблі до березня 1904 року артилерійським офіцером. Відзначився під час нападу японських міноносців у ніч на 27 січня і відбиття наступних атак брандерів на броненосець. За бій 10 лютого отримав золоту шаблю з написом «За хоробрість».

За успішне відбиття ворожих міноносців і потоплення пароплавів-брандерів в ніч на 11-е лютого цього ж року, що мали на меті підірвати броненосець «Ретвізан»
У квітні 1904 року Казимир Кетлинський призначений флагманським артилерійським офіцером морського похідного штабу ескадри Намісника Його Імператорської Величності на Далекому Сході і переведений на броненосець «Цесаревич». У бою 28 липня 1904 року був поранений осколками снаряда, що залетіли в бойову рубку броненосця. Після бою у складі екіпажу корабля інтернований в Циндао і не брав участі в подальших подіях російсько-японської війни.
У червні 1907 року за відзнаку в російсько-японській війні Кетлинський був нагороджений орденами Св. Володимира 4-го ступеня з мечами і бантом і Св. Станіслава 2-го ступеня з мечами
У 1906—1909 роках служив на Чорноморському флоті на посаді флагманського артилерійського офіцера штабу командувача Практичним загоном Чорного моря і начальника штабу морських сил Чорного моря. 18 квітня 1910 року був переведений в чин капітана 2-го рангу і відряджений до Англіюї, Італії та Франції для вивчення організації військового флоту. Після повернення до Російської імперії викладав у Морській академії. З 1913 по 1916 рік знову служив на Чорному морі на посаді виконуючого обовязкт начальника оперативного відділу штабу начальника морських сил Чорного моря і прапор-капітана з оперативної частини штабу командувача флотом Чорного моря. 25 серпня 1914 року був переведений в чин капітана 1-го рангу і в грудні того ж року нагороджений орденом Святої Анни 2-го ступеня з мечами.
6 листопада 1916 року Казимир Кетлинський прибув до Тулона, де прийняв командування крейсера «Аскольд», що перебував там на ремонті, і незабаром затвердив вирок корабельного суду, що засудив до смертної кари чотирьох матросів крейсера, звинувачених у саботажі у зв'язку з вибухом, що стався на «Аскольді». 150 матросів було відправлено до в'язниці. Після ремонту в Англії в квітні 1917 року «Аскольд» прибув до Мурманська, а Кетлинському наказом Тимчасового уряду 11 вересня було присвоєно звання контр-адмірала. Він також був призначений Головнокомандуючим Мурманським укріпленим районом (Главнамуром), тобто всім командуючим північним узбережжям Кольського півострова.
Після Жовтневої перевороту був відсторонений від посади. Мурманський рада збиралася віддати його під суд за затвердження смертного вироку матросам «Аскольда» в 1916 році. Екіпаж крейсера виступив на захист колишнього командира, і народний комісар з морських справ РСФСР Павло Дибенко віддав розпорядження про арешт Кетлинського до завершення роботи слідчої комісії. Одночасно Революційний судновий комітет подав вимогу розстріляти Кетлинського. 28 січня 1918 року Казимир Кетлинський був важко поранений по дорозі з Центромура до штабу невідомими і помер того ж дня. За офіційною версією адмірала вбили білогвардійці, бо він перейшов на бік червоних. Англійський розвідник Сідней Рейлі вважав вбивцею Кетлинского архангельського більшовика Олексія Петика (або Петикова).
Донька — письменниця Віра Кетлинська. У романі Валентина Пікуля «З глухого кута» адмірал виведений під ім'ям Кирила Фастовича Ветлинського.
Похований Казимир Кетлинський у м. Мурманську.